# Rhamnus citrifolia
Rhamnus citrifolia là một loài thực vật có hoa trong họ Táo. Loài này được (Weston) W.J. Hess & Stearn miêu tả khoa học đầu tiên năm 1979.